# ميشيل موناغان
ميشيل موناغان (بالإنجليزية: Michelle Monaghan)‏ ممثلة أمريكية من مواليد 23 مارس 1976.

## حياتها
درست الصحافة في شيكاغو، ثم تحولت إلى عارضة أزياء وكانت ذات شهرة كبيرة، والتي من خلالها تركت دراستها. من أشهر أفلامها فيلم kiss kiss bang bang مع الممثل روبرت داوني جونير ومهمة مستحيلة 3 مع توم كروز.

## الأعمال
- مهمة مستحيلة 3
- بدون نوم
- يوم الوطنيين
- المهمة المستحيلة: تسقط

## مواقع خارجية
- ميشيل موناغان على موقع IMDb (الإنجليزية)
- ميشيل موناغان على موقع ميتاكريتيك (الإنجليزية)
- ميشيل موناغان على موقع روتن توميتوز (الإنجليزية)
- ميشيل موناغان على موقع قاعدة بيانات الأفلام العربية
- ميشيل موناغان على موقع ألو سيني (الفرنسية)
- ميشيل موناغان على موقع تيرنر كلاسيك موفيز (الإنجليزية)
- ميشيل موناغان على موقع أول موفي (الإنجليزية)
- ميشيل موناغان على موقع بوكس أوفيس موجو (الإنجليزية)
- ميشيل موناغان على موقع قاعدة بيانات الأفلام السويدية (السويدية)
- ميشيل موناغان على موقع إن إن دي بي (الإنجليزية)
- Michelle Monaghan interview at reviewgraveyard.com
- Profile of Michelle Monaghan